# Carolee Carmello

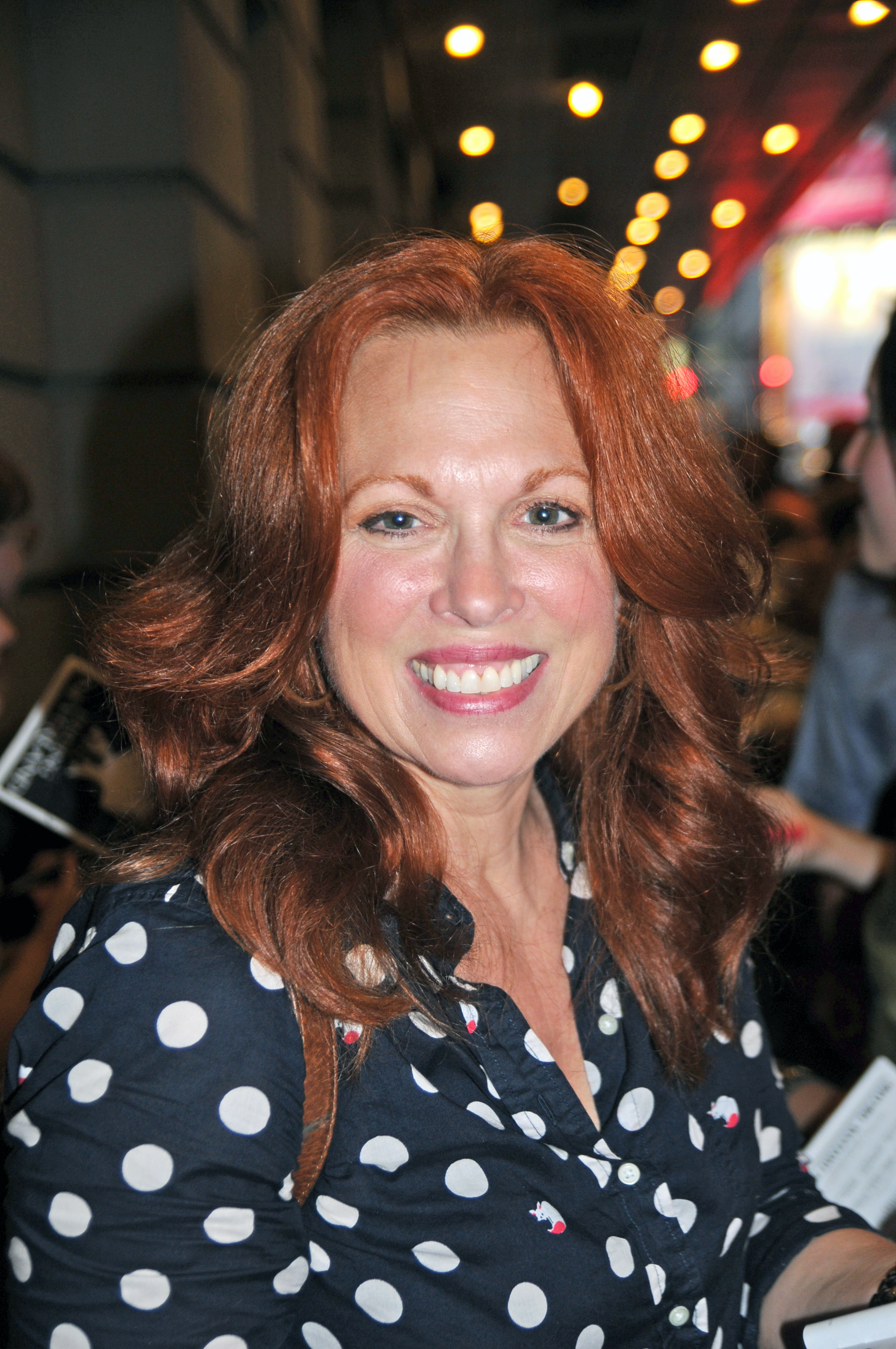
Carolee Carmello (2015)

Carolee Carmello (* 1. September 1962 in Albany, New York) ist eine US-amerikanische Schauspielerin. Sie ist verheiratet mit Gregg Edelman (* 1958), einem  US-amerikanischen Film-, Fernseh- und Theaterschauspieler.

## Filmografie
- 1996–1998: Remember WENN (Fernsehserie, 13 Folgen)
- 1999: Frasier (Fernsehserie, eine Folge)
- 2001: Law & Order (Fernsehserie, eine Folge)
- 2003: Law & Order: Special Victims Unit (Fernsehserie, eine Folge)
- 2004: Ed – Der Bowling-Anwalt (Ed, Fernsehserie, eine Folge)
- 2005: I Will Avenge You, Iago!
- 2013: Smash (Fernsehserie, eine Folge)

## Musicalrollen (Auswahl)

### National Tours
- Big River: Mary Jane Wilkes
- Chess: Florence Vassey
- Les Misérables: Ensemble, Fantine und Cosette
- Falsettos: Trina

### Broadway
- City of Angels: Oolie/Donna
- Falsettos: Cordelia
- 1776: Abigail Adams
- The Scarlet Pimpernel: Marguerite St. Just
- Parade: Lucille Frank
- Kiss Me, Kate: Lilli Vanessi
- Urinetown: Penelope Pennywise
- Mamma Mia!: Donna Sheridan
- Lestat: Gabrielle de Lioncourt
- The Addams Family: Alice Beineke
- Sister Act: Mother Superior
- Scandalous: The Life and Trials of Aimee Semple McPherson: Aimee Semple McPherson[2]